# Yamaha V9938

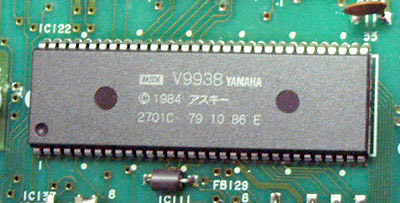
Yamaha V9938

De Yamaha V9938  is een video-coprocessor of Video Display Controller (VDC) die onder andere werd gebruikt in MSX-homecomputers (meer specifiek MSX2-computers).
De Yamaha V9938 is ook bekend onder de naam MSX-Video en is de opvolger van de Texas Instruments TMS9918, die in MSX1-computers en andere systemen werd toegepast. De V9938 werd op haar beurt weer opgevolgd door de Yamaha V9958.

## Technische specificaties
- Video RAM: 64 kB tot 128 kB
- Tekstmodi: 80 × 24, 40 × 24 en 32 × 24
- Resolutie: 512 × 212 (16 kleuren uit een palet van 512) en 256 × 212 (256 kleuren)
- Sprites: 32, 16 kleuren, maximaal 8 per horizontale regel
- Hardwarematige acceleratie voor copy, line, fill, enz. Logische operations beschikbaar.
- Interliniëring om de verticale resolutie te verdubbelen
- Verticaal scrollregister

### Gedetailleerde specificaties
- Video RAM: 128 kB
  - optioneel 64 kB, in het geval de modi G6 en G7 niet beschikbaar zijn
  - optioneel 192 kB, waar 64 kB is uitgebreid-VRAM (slechts beschikbaar als buffer voor de G4 en G5 modi)
- Klokfrequentie: 21 MHz.
- Video-uitgangsfrequentie: 15 kHz
- Sprite: 32, 16 kleuren (1 per regel), maximaal 8 per horizontale regel
- Hardwarematige acceleratie voor copy, line, fill, enz. Met of zonder logische operations.
- Verticaal scrollregister
- In staat tot superimpose en digitalisering
- Ondersteuning voor aansluiten van een lichtpen en een muis
- Weergaveresolutie:
  - Horizontaal: 256 of 512
  - Verticaal: 192, 212, 384 (interlaced) of 424 (interlaced)
- Kleurenmodi:
  - Palet RGB: 16 kleuren uit 512
  - Vast RGB: 256 kleuren
- Schermmodi
  - Tekstmodi:
    - T1: 40 × 24 met 2 kleuren (uit 512)
    - T2: 80 × 24 met 4 kleuren (uit 512)
    - Alle tekstmodi kunnen tevens 26.5 rijen bevatten.

  - Patternmodi
    - G1: 256 × 192 met 16 paletkleuren en 3 tabellen van 8×8 patterns
    - G2: 256 × 192 met 16 paletkleuren en 1 tabel van 8×8 patterns
    - G3: 256 × 192 met 16 paletkleuren en 3 tabellen van 8×8 patterns
    - MC: 64 × 48 met 16 paletkleuren en 8×2 patterns
    - Alle modi met 192 beeldlijnen kunnen tevens 212 beeldlijnen (vergelijkbaar met 48 → 53 in MC) weergeven.

  - Bitmapmodi:
    - G4: 256 × 212 met 16 paletkleuren
    - G5: 512 × 212 met 4 paletkleuren
    - G6: 512 × 212 met 16 paletkleuren
    - G7: 256 × 212 met 256 vaste kleuren
    - Alle modi met 212 beeldlijnen kunnen tevens 192 beeldlijnen (vergelijkbaar met 48 → 53 in MC).
    - Alle verticale resoluties kunnen worden verdubbeld met interliniëring

## MSX-specifieke terminologie
De schermmodi worden gewoonlijk aangeduid met de toegewezen nummer in MSX BASIC:
| Scherm modus        | VDP modus | MSX-systeem |
| ------------------- | --------- | ----------- |
| Screen 0 (width 40) | T1        | MSX 1       |
| Screen 0 (width 80) | T2        | MSX 2       |
| Screen 1            | G1        | MSX 1       |
| Screen 2            | G2        | MSX 1       |
| Screen 3            | MC        | MSX 1       |
| Screen 4            | G3        | MSX 2       |
| Screen 5            | G4        | MSX 2       |
| Screen 6            | G5        | MSX 2       |
| Screen 7            | G6        | MSX 2       |
| Screen 8            | G7        | MSX 2       |